# Георгиос Хадзикириаку
Георгиос К. Хадзикириаку (на гръцки: Γεώργιος Κ. Χατζηκυριακού) е гръцки учен и революционер, деец на Гръцката въоръжена пропаганда в Македония от началото на XX век.

## Биография
Георгиос Хадзикириаку е роден във Солун, Османската империя. Следва физика и математика и защитава докторантура. Присъединява се към гръцката пропаганда в Македония. Обявен е за агент от I ред. Епитроп е на солунските училища. Представен е на солунския генерален консул и виден андартски деец Ламброс Коромилас, на когото Хадзикираку оказва голяма помощ. Хадзикириаку обикаля Македония като инспектор на гръцките училища в Македония и събира сведения за гръцката пропаганда. Умира в 1933 година и е награден за дейността си за гръцката пропаганда в Македония.